# Théorème de Lancret
En géométrie différentielle, le théorème de Lancret donne une condition nécessaire et suffisante pour qu'une courbe gauche birégulière (les deux dérivées premières sont indépendantes) de classe supérieure ou égale à 3 soit une hélice, c'est-à-dire une courbe dont les tangentes font un angle constant avec une direction donnée.
Théorème — Une condition nécessaire et suffisante pour qu'une courbe birégulière de classe supérieure ou égale à 3 soit une hélice est que le rapport de sa courbure par sa torsion soit constant.
Ce théorème porte le nom de Michel Ange Lancret, qui l'énonce pour la première fois en 1802 dans son mémoire Mémoire sur les courbes à double courbure.
Selon Dirk Jan Struik, Lancret n'aurait fait qu'énoncer le théorème qui n'aurait été démontré rigoureusement qu'en 1845 par Barré de Saint-Venant. Mais selon Jean Delcourt, Lancret ne suit pas la même démarche que Saint-Venant mais s'appuie sur les mêmes idées et l'on peut attribuer à Lancret la démonstration de son théorème. Une démonstration de ce théorème, par l'analyse, est proposée par Joseph-Alfred Serret en 1848 dans le Journal de Liouville,.
Un cas particulier de ce théorème est le théorème de Puiseux qui énonce que les seules courbes à courbure et torsion constantes sont les hélices circulaires.